# Пересунько Тамара Костянтинівна
Пересунько Тамара Костянтинівна (нар. 1934, м. Миколаїв - 12 листопада 2019, м. Миколаїв) — викладач, вчений, кандидат філологічних наук, професор.

## Біографічні відомості
Тамара Костянтинівна Пересунько народилась 1934 р. в м. Миколаїв. Її батько, Костянтин Лаврентійович Пересунько та мати, Міля Федорівна Кравченко, - вихідці з с. Баловне. Обидва фамільних роди — нащадки запорізьких козаків. Старша сестра матері Дарія Федорівна Кравченко закінчила інститут хімічного машинобудування імені Д. І Менделєєва в Москві. Дід по батькові був писарем і церковним старостою, а дід по матері рибалив на Південному бузі. Це були заняття нащадків запорожців. Тамара Костянтинівна цілком успадкувала характер своїх запорізьких предків, які з давніх часів відрізнялися високою грамотністю і вимогливістю до себе, професіоналізмом, високою терпимістю до людей і добротою. Найсуттєвішою рисою Тамари Костянтинівни було завжди йти назустріч труднощам, що виявляється в її життєвому кредо: «Через терні до перемоги: постійне подолання моральних, психологічних, науково-професійних, фізичних труднощів, бо життя — це боротьба».
У дитинстві, будучи в евакуації в Казахстані, після травми важко захворіла. Прикута до ліжка, закінчила із золотою медаллю середню школу, вступила на філологічний факультет Миколаївського державного педагогічного інституту (НДПІ), який теж закінчила з відзнакою.
Після проведеної хірургом М. М. Дубовиком операції змогла піднятися на ноги. У 1957-65 викладала російську мову та літературу в СШ № 7, з 1965 — викладач кафедри всесвітньої літератури МДПУ. В 1970 році захистила кандидатську дисертацію в Київському педагогічному інституті імені О. М. Горького на тему «Тенденції розвитку сучасної радянської повісті і творчість В. Тендрякова» і отримала диплом кандидата філологічних наук, в 1974 році — атестат доцента, а в 1994 році — професора. В 1999 р. згадана в Енциклопедичному словнику «Миколаївці» та призвана в номінації «Вища школа і наука» Городянином року, обрана почесним членом Пушкінського клубу.

## Літературна та наукова діяльність
Відмінною ознакою Т. К. Пересунько є те, що вона знаходиться в постійному пошуці. Число її творчих планів явно переходить межу фізичних можливостей здорових людей. І хоч вона обмежена в русі, не виходячи з дому, все ж таки робить відкриття. Так, наприклад, вона знайшла адресата вірша В.Висоцького «Пока вы здесь в ванночке с кафелем…», яким є лікар з Миколаєва, М. І. Каліниченко. Як з'ясувалось, мова йшла про друга поета, котрий зробив сам собі операцію на китобазі «Советская Украина». Ця робота отримала визнання ІІІ Міжнародної конференції в Москві, присвяченій Володимиру Висоцькому. У Тамари Констянтинівни був сильний інтерес до пошуків істини і доведення відомостей до студентів, донесення в нелегкі радянські роки правди про те, що робили з письменниками та поетами. Тема її дисертації про В. Тендрякова в 60-ті роки була заборонена. Постійно ризикуючи бути знятою з дистанції проходження захисту, Т. К. Пересунько довела цю справу до кінця, заручившись підтримкою В. О. Сухомлинського та академіка А. С. Бушміна.
Про неординарний та актуальний підхід Т.К Пересунько до аналізу сучасної літератури, про основні направлення її научної діяльності свідчать назви та біографічні описи 6 книг, написаних нею в співавторстві з колегами. Предметом дослідження в них стала творчість Ч. Айтамова, В. Астаф'єва, Д. Граніна, Ю. Трифонова та ін.. Викриття сталінщини та лисенковщини, екологічна криза, духовна деградація особистості — це круг гострих соціально-моральних проблем отримало відображення в книзі «Время и люди». Особливої мужності в той час потребувало відкритий виклад та розбір творчості письменників-емігрантів, репресованих письменників, представників російського зарубіжжя останнього часу та літератури «передбачення» та «попередження». Матеріали викладені в книзі «Єдність і різноманіття». На основі цих дослідів а також 30-літнього досвіду викладання в 1993 році було підготовлено навчальний посібник для вузів, характерною рисою якого став живий виклад матеріалу, далекого від набридлого всім псевдо академізму.
З особливим натхненням написані дві книги «Гори, звезда моя, не падай… Новое о С. А. Есенине», « И божество, и вдохновенье». В першій з них, творчість поета та його біографія розглянуті в новому світлі. В монографії читач зустріне неканонічний образ С. О. Єсеніна, літературні пріоритети його улюблених жінок та відомості про долі його дітей. Справжнім відкриттям для городян став розділ «Есенин и николаевцы». Кожна із наведених книг за своїм змістом виходить далеко за рамки підручника чи методичного посібника. Фактично це результат наукових дослідів описаної в них проблеми. Сам виклад є настільки високохудожнім, що цілком по своїй захопленості наближається до роману чи повісті. І це парадоксальне поєднання непоєднуваного, науки та мистецтва — характерна риса творчості Т. К. Пересунько.
Незважаючи на замкнутий спосіб життя, Тамара Констянтинівна, будучи шістдесятницею по духу своєму, жила і живе сьогодні активним громадським життям. Починаючи з 60-х років, вона займається журналістикою. ЇЇ роботи друкувалися в близькому та дальньому зарубіжжі, в « Учительской газете» (Москва) і журналах «Наш современник», «Литературное обозрение», «Советская педагогіка», « Аврора» (Ленинград), « Подъем» (Воронеж), «Простор» (Алма- Ата), «Русский язик в киргизской школе» (Фрунзе), «Русский язык в узбекской школе» (Ташкент), « Центры немецкой культуры» (Москва). Відгук на монографію про Сергія Єсеніна «Гори, звезда моя, не падай…» опублікований в книзі І.Ю Геллер « Із життя дікаря» (Нью-Йорк,2001). В звукозаписі обширної передачі, присвяченої пам'яті Іосифа Саца, яка пройшла в Нью-Йорку в 1997 році, подібно йшла мова й про рецензії Т. К. Пересунько на його книгу. Нею написано передмову до книги І. Геллер « Сила любові» (Нью-Йорк,1993). Вона знаходилася в переписці з письменником В. Тендряковим, академіком А. С. Бушміним, В. О. Сухомлинським, критиком Н. Н. Яновським (Новосибірськ), бібліографом А.С Даниловим (Алма-Ата), доктором філології, професором А. М. Абрамовим (Вороніж). Існують відгуки читачів на її книги із Саратова, Новосибірська, Башкирії, Узбекистана.
Школа Пересунько, через яку майже за 40 років діяльності пройшло два покоління (батьки та діти). Сотні її випускників сьогодні стали авангардом творчої інтелігенції міста Миколаєва. Деякі її студенти стали кандидатами і докторами наук.

## Наукова та методична спадщина

### Наукові та навчально- методичні праці, опубліковані до захисту дисертації
- Роботи творчого характеру в 5 класі // Українська мова і література в школі. — 1963. — № 10.
- Пізнавальне і виховне значення літературного краєзнавства // Українська мова і література в школі. — 1963. — № 10.
- Руководить творчеством юношества // Методика преподавания русского язика и литературы: Республиканский научно-методический сборник. — Киев,1967. — Вып.3.
- К вопросу о развитии жанра повести в творчестве В. Тендрякова 50-х — 60-х годов (Характер, обстоятельства, конфликт) // Розвиток і оновлення видів і жанрів та мовностилістичних засобів художнього зображення в радянській літературі. Матеріали республіканської наукової конференції. — Одеса, 1968.
- Современная повесть// Подъем. — Воронеж,1969. — № 5.
- Парадокси чи діалектика життя? (До проблем сюжету в повістях В. Тендрякова) // Радянське літературознавство. — 1970. — № 2.
- Проблемы коммунистической нравственности и воспитания нового человека в произведениях В. Тендрякова о школе// Методика преподавания руського язика и литературы: Республиканский научно-методический сборник. — Киев,1970. — Вып.3.

### Наукові та навчально-методичні праці, опубліковані після захисту дисертації
- Развитие творче ской активности студентов-узбеков в процес се изучения русской литературы // Русский язик и литература в узбекской школе. — Ташкент, 1973. — №
- Лирика и епос Великой Отечественной войны // Наш современник, 1973. — № 9.
- Увлекательно, потому что научно… // Простор. — Алма –Ата, 1973. — № 11.
- «Расскажу о крае родном…» // Русский язык и література в узбек ской школе. — Ташкент, 1974. — № 4.
- Жанрові пошуки в сучасній російській повісті про робітничий клас // Проблема робітничого класу і соціалістичної праці в радянській літературі. Тези доповідей та повідомлень республіканської науково- теоретичної конференції. _ Миколаїв, 23-24 травня 1974.
- Изучение літературно- художественной критики и проблема активизации самостоятельной работы студентов // Проблема удосконалення навчального процесу в педагогічному вузі. Матеріали Республіканської науково-практичної конференції. — Київ,1975.
- Спор в повести и спор о повести. Обсуждениие повести В. Тендрякова «Ночь после выпуска» // Литературное образование, 1975. — № 1.
- Про деякы особливосты сюжету радянськоъ повысты 60-х — поч. 70-х років // Теорія родів і жанрів художньої літератури. Тези доповідей республ. Наук. Конф. 20-22 листопада 1975. — Одеса, 1975.
- Сверяя с жизнью. (Сюжет и характер в соврекменной советской повести) // Вопросы литературы народов СССР. Республиканский межведомств. Науч. сб. — Киев- Одесса, 1977.- Вып. 3.
- Особливості зображення людини в радянській прозі 60-70-х років // Шістдесятиріччя Великого Жовтня і закономірності літературного процесу періоду розвиненого соціалізму. Матеріали доповідей республ. Наукової конференції — Дніпропетровськ, 1977.
- Концепция личности и массы в советском историко-революционном романе и повести 50-70-х годов // Великий Октябрь и развитие советской многонациональной литературы. Тезисы докладов и сообщений Всесоюзной научно-теоретической конф. — Николаев, 8 — 10 июня 1977.
- Изображение социальной активности личности в современной советской литературе // Проблемы художественного изображения социалистического образа жизни в советской многонациональной литературе. Тезисы докладов и сообщений Всесоюзной научно-теоретич. Конф. — Николаев, 1978.
- Своеобразие воссоздания интелектуального и эмоционального мира личности в советской прозе // Проблемы художественного изображения социалистического образа жизни в советской многонациональной литературе. Тезисы докладов и сообщений Всесоюзной научно-теоретич. Конф. — Николаев,1978.
- Революция, человек, общество // Литературное обозрение. — 1977.- № 2
- Испытание делом (По страницам современных повестей) // Аврора. — Ленинград, 1977. — № 6.
- Утвержая человека // Литературное обозрение. — 1979. — № 11.
- Дети и социально-нравственный мир современника // Русский язык и литература в школах УССР. — 1979. — № 5.
- Російська повість в історичному розвитку. Стаття перша // Радянське літературознавство. — 1979. — № 1.
- Художник и время // Русский язык и литература в школах УСС. — 1979. — № 2.
- Уроки Ленина (Социально-нравственные проблемы и современность в прозаической Лениниане) // Русский язык и литература в школах УССР. — 1980. — № 6.
- Російська повість в історичному розвитку. Стаття друга // Радянське літературознавство. — 198. — № 7.
- Спасибо вам, старые учителя! (Штрихи к творческому портрету А. М. Топорова) // Русский язык и литература в школах УССР. — 1981. — № 10.
- Привык гордиться тем, что я учитель // Советская педагогика. — 1981. — № 10.
- Неувядаемый талант общения с миром. (Из переписки А. М. Топорова с советскими писателями). Статья первая // Русский язык и литература в киргизкой школе. — Фрунзе, 1982. — № 2.
- Неувядаемый талант общения с миром. (Из переписки А. М. Топорова с советскими писателями). Статья первая // Русский язык и литература в киргизкой школе. — Фрунзе, 1982. — № 6.
- В быстротечно изменяющемся мире (герои, проблемы, конфликты книг о школе) // Русский язык и литература в школах УССР. — 1982. — № 5.
- На меридианах и широтах жизни человеческой (особенности изображения социально активной личности в современной советской литературе) // Вопросы литературы народов СССр. Республ. межведомств. науч. сб. — Киев-Оесса, 1982. — Вып. 8.
- На «несгорающем костре немыслимой любви» // Русский язык и литература в школах УССР. — 1983. — № 3.
- Воспитание чувств // Русский язык и литература в школах УССР. — 1984. — № 8.
- «… Скажи, которая Татьяна?» (Женщины-декабристки в жизни и литературе) // Русский язык и литература в средних учебных заведениях УССР. — 1985. — № 11.
- Идейно-этетическая роль «фронтовых» страниц в произведениях Владимира Тендрякова // «Они сражались за родину». Тез. науч. — теоретич. конф., посвящ. 40-летию победы сов. Народа в Великой Отечественной войне. — Кир–воград, 11-12 апреля 1985.
- Литературно-творческие портреты «возвращенных» писателей. А. Белый // Русский язык и литература в средних учебных заведениях УССР, 1989. — № 7. (У співавторстві з Ю. М. Кравченко).
- В. Н Войнович // Русский язык и литература в средних учебных заведениях УССР. — 1990. — № 10. (У співавторстві Ю. М. Кравченко)
- Д. С. Мережковский // Русский язык и литература в средних учебных заведениях УССР. — 1991. — № 2. (У співавторстві Ю. М. Кравченко)
- Б. К. Зайцев // Русский язык и литература в средних учебных заведениях УССР. — 1992. — № 1 (У співавторстві Ю. М. Кравченко)
- Николай Клюев // Відродження. — 1993. — № 4-5 (У співавторстві Ю. М. Кравченко)
- По законам совести. О «задержанных» литературных и публицистических произведениях В. Ф. Тендрякова // Відродження. — 1995. — № 3. (У співавторстві з Оришкою Ю. М.)
- Анна Ахматова, ее родные и близкие // Науково-методичні матеріали на доп. самост. роб. студентів: Збірник статей. — Миколаїв: ІЛІОН, 2005.

## Книги
- Время и люди. Социально-нравственные проблемы современной советской прозы. — Киев: Лыбидь, 1990 (У співавторстві з Ю. М. Кравченко)
- Единство в многообразии. (Возвращенные имена в русской литературе ХХ века. Проблемы. Судьбы): Учебное пособие. — Киев, 1993. (У співавторстві з Ю. М. Оришакою)
- Питання методики викладання літератури у вузі. На матеріалі вивчення історії світової літератури ХХ століття: Навчальний посібник. — Київ, 1994.
- Душа обв'язана трудиться… Социально-нравственные аспекты формирования эстетической культуры подростков: Министерство культуры Украины. Учебное пособие. — Киев. 1995. (У спывавторствы з Оришакою Ю. М. та Черушевою Г. Б.)
- Гори, звезда моя, не падай… Новое о С. А. Есенине. — Николаев,1996. (У співавторстві з Ю. М. Оришакою)
- И божество, и вдохновенье …Любимые женщины в творче ской судьбе западноевропеских писателей. (К проблеме автобиографизма обстоятельств и прототипичности образов-характеров): Учебное пособие. — Николаев, 1999 (У співавторстві з Ю.М Оришакою).